# Перший уряд Віктора Януковича
Пе́рший у́ряд Ві́ктора Януко́вича був 10-м складом Кабінету Міністрів України, який діяв у 2002–2005 роках і очолювався Віктором Януковичем за президентства Леоніда Кучми. Віктор Янукович був призначений премʼєр-міністром 21 листопада 2002 року, а персональний склад уряду був призначений з 26 до 30 листопада 2002 року. Уряд був відправлений у відставку 5 січня 2005 року, однак продовжував діяти до 3 лютого 2005 року. Після відставки уряду обовʼязки премʼєр-міністра спочатку виконував Перший віце-премʼєр Микола Азаров, а згодом Юлія Тимошенко, яка була призначена новообраним президентом Віктором Ющенком та потім очолила новий уряд.
Центральною проблемою цього уряду був триваючий конфлікт з переважаючими у Верховній Раді опозиційними силами на чолі з Віктором Ющенком та Юлією Тимошенко.[джерело?]

## Історія
27 вересня 2002 року у Верховній Раді України було оголошено про утворення парламентської більшості на базі 9 фракцій. Наприкінці жовтня різні фракції більшості запропонували на розгляд Президента України Леоніда Кучми чотири кандидатури на посаду нового Премʼєр-міністра України: Анатолія Кінаха, Олега Дубину, Миколу Азарова і Віктора Януковича.
16 листопада 2002 року президент Кучма підписав указ про відставку діючого уряду Анатолія Кінаха та вніс до Верховної Ради подання щодо призначення премʼєр-міністром Голову Донецької обласної державної адміністрації Віктора Януковича.
20 листопада 2002 року Віктор Янукович та лідери фракцій парламентської більшості підписали угоду щодо формування коаліційного уряду, до якого за пропорційним принципом мали увійти представники фракцій і груп, а також позафракційних депутатів більшості.
21 листопада 2002 року Верховна Рада України 234-ма голосами погодила призначення Віктора Януковича новим прем'єр-міністром. У той же день Президент України Леонід Кучма призначив Януковича на посаду.
26 листопада 2002 року президент Кучма призначив Першим віце-прем'єр-міністром Миколу Азарова, а віце-прем'єрами — Віталія Гайдука, Дмитра Табачника та Івана Кириленка. 30 листопада Кучма призначив решту міністрів. Водночас на посадах міністрів закордонних справ, внутрішніх справ, оборони й юстиції залишилися колишні керівники.
7 грудня 2002 року за участі Президента України Леоніда Кучми відбулося підписання «Політичної угоди між постійно діючою парламентською більшістю у Верховній Раді України четвертого скликання і коаліційним Кабінетом Міністрів України про співпрацю та солідарну відповідальність». Угоду підписали Віктор Янукович, Голова Верховної Ради Володимир Литвин та керівники депутатських груп і фракцій, які входили до парламентської більшості.
17 квітня 2003 року Верховна Рада схвалила Програму діяльності, запропоновану урядом, під назвою «Відкритість, дієвість, результативність».
16 березня 2004 року Верховна Рада визнала діяльність уряду щодо виконання попередньої Програми діяльності у 2013 році задовільною та схвалила нову програму під назвою «Послідовність. Ефективність. Відповідальність».
1 грудня 2004 року, у звʼязку з неналежним виконанням органами виконавчої влади своїх обовʼязків, що призвело до порушень виборчого законодавства під час президентських виборів і загострення політичної кризи в Україні, Верховна Рада висловила недовіру Кабінету Міністрів і запропонувала президенту Кучмі за участю Голови Верховної Ради невідкладно сформувати персональний склад Кабінету Міністрів — «Уряду народної довіри» з урахуванням пропозицій депутатських фракцій і груп у Верховній Раді України. Однак Віктор Янукович тоді заявив, що не піде у відставку.
31 грудня 2004 року, після поразки у переголосуванні другого туру президентських виборів Янукович заявив про свою відставку з посади премʼєр-міністра.
5 січня 2005 року президент Кучма затвердив відставку Януковича та усього складу уряду. Водночас Кучма доручив уряду виконувати свої обов'язки до призначення нового складу Кабінету Міністрів та доручив Першому віце-прем'єру Миколі Азарову виконувати обов'язки прем'єр-міністра.
23 січня 2005 року новообраний Президент України Віктор Ющенко, у зв'язку зі складенням повноважень Кабінетом Міністрів перед новообраним президентом, доручив уряду продовжувати виконувати свої повноваження до початку роботи новосформованого Кабінету Міністрів України.
24 січня 2005 року президент Ющенко звільнив Миколу Азарова від виконання обов'язків прем'єра і призначив на цю посаду Юлію Тимошенко. Після цього Тимошенко двічі проводила засідання з діючим складом уряду і протягом двох тижнів вони спільно вирішували невідкладні питання до затвердження Тимошенко на посаді прем'єр-міністра та формування нового складу уряду 4 лютого. Формально Ющенко звільнив 18 міністрів колишнього уряду у попередній день 3 лютого.

## Склад
| Посада в Уряді                                                                                                | Квота                                                     | Особа |
| --- | --------------------------------------------------------- | --- |
| Прем'єр-міністр України                                                                                       | Фракція «Регіони України» (Пропозиція Президента України) | Янукович Віктор Федорович |
| Перший віце-прем'єр-міністр, Міністр фінансів                                                                 | Група «Європейський вибір» (Партія регіонів)              | Азаров Микола Янович (з 26 листопада 2002)                                                                                          |
| Віце-прем'єр-міністр                                                                                          | Фракція Соціал-демократичної партії України (об'єднаної)  | Гайдук Віталій Анатолійович (з 26 листопада 2002)                                                                                   |
| Віце-прем'єр-міністр                                                                                          | Фракція партій ППУ та «Трудова Україна»                   | Табачник Дмитро Володимирович (з 26 листопада 2002)                                                                                 |
| Віце-прем'єр-міністр                                                                                          | Фракція Аграрної партії України                           | Кириленко Іван Григорович (з 26 листопада 2002)                                                                                     |
| Міністр аграрної політики                                                                                     | Фракція Аграрної партії України                           | Рижук Сергій Миколайович (з 30 листопада 2002)                                                                                      |
| Міністр внутрішніх справ                                                                                      | Квота Президента України                                  | Смирнов Юрій Олександрович (з 30 листопада 2002)                                                                                    |
| Міністр оборони                                                                                               | Квота Президента України                                  | Шкідченко Володимир Петрович (з 30 листопада 2002)                                                                                  |
| Міністр охорони здоров'я                                                                                      | Група «Народовладдя»                                      | Підаєв Андрій Володимирович (з 30 листопада 2002)                                                                                   |
| Міністр праці та соціальної політики                                                                          | Фракція Соціал-демократичної партії України (об'єднаної)  | Папієв Михайло Миколайович (з 30 листопада 2002)                                                                                    |
| Міністр юстиції                                                                                               | Квота Президента України                                  | Лавринович Олександр Володимирович (з 30 листопада 2002)                                                                            |
| Міністр з питань надзвичайних ситуацій та у справах захисту населення від наслідків Чорнобильської катастрофи | Група «Народовладдя»                                      | Рева Григорій Васильович (з 30 листопада 2002)                                                                                      |
| Міністр закордонних справ                                                                                     | Квота Президента України                                  | Зленко Анатолій Максимович (з 30 листопада 2002 до 2 вересня 2003) Грищенко Констянтин Іванович (з 2 вересня 2003 до 3 лютого 2005) |
| Міністр економіки та з питань європейської інтеграції                                                         | Фракція партій ППУ та «Трудова Україна»                   | Хорошковський Валерій Іванович (з 30 листопада 2002)                                                                                |
| Міністр культури і мистецтв                                                                                   | Фракція Народно-демократичної партії                      | Богуцький Юрій Петрович (з 30 листопада 2002)                                                                                       |
| Міністр екології і природних ресурсів                                                                         | Фракція Народно-демократичної партії                      | Шевчук Василь Якович (з 30 листопада 2002)                                                                                          |
| Міністр транспорту                                                                                            | Фракція Соціал-демократичної партії України (об'єднаної)  | Кірпа Георгій Миколайович (з 30 листопада 2002)                                                                                     |
| Міністр палива і енергетики                                                                                   | Група «Демократичні ініціативи»                           | Єрмілов Сергій Федорович (з 30 листопада 2002)                                                                                      |
| Міністр освіти і науки                                                                                        | Фракція Соціал-демократичної партії України (об'єднаної)  | Кремень Василь Григорович (з 30 листопада 2002)                                                                                     |
| Міністр промислової політики                                                                                  | Фракція партій ППУ та «Трудова Україна»                   | М'ялиця Анатолій Костянтинович (з 30 листопада 2002)                                                                                |

Також за квотою Президента України Володимир Яцуба був залишений на посаді Державного секретаря Кабміну.